# Tarek Marestani

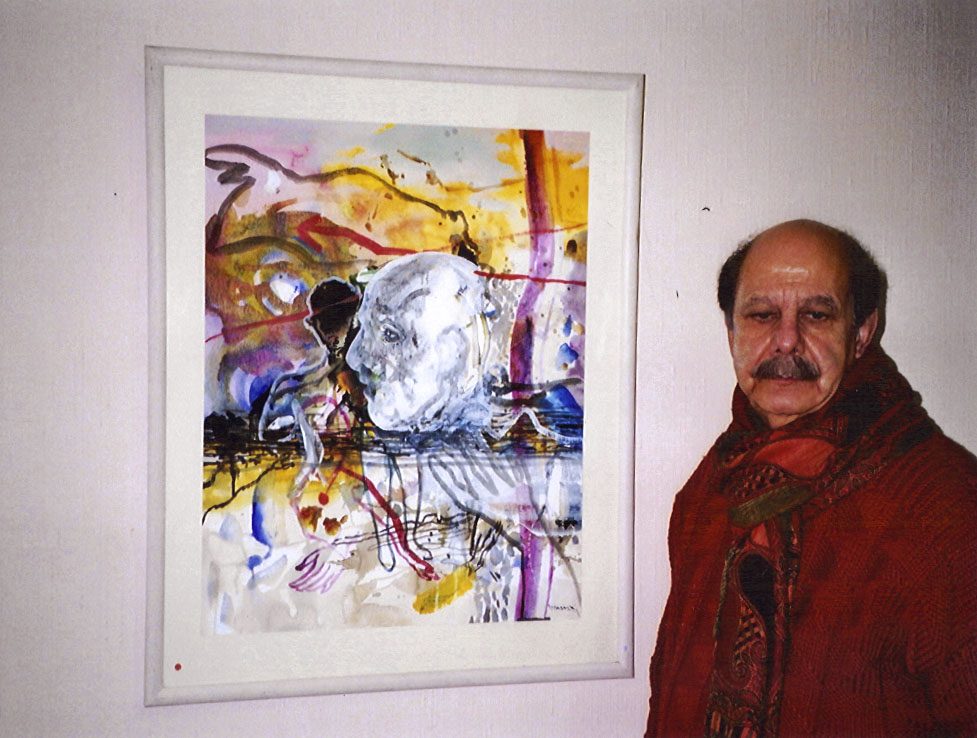
Tarek Marestani vor einem seiner Werke

Tarek Marestani (* 1940 in Damaskus) ist ein syrischer Maler und Grafiker.

## Leben und Wirken

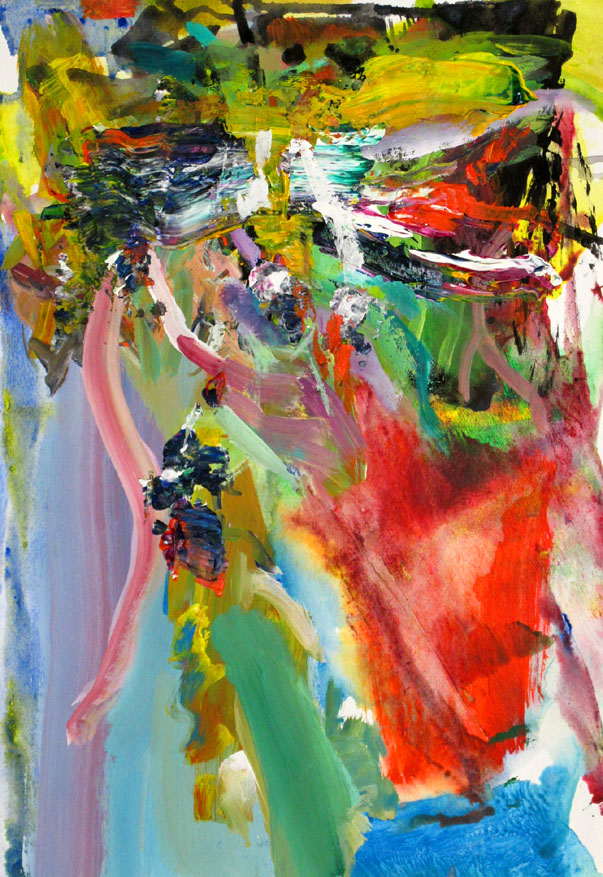
Bild Nr. 1

Von 1963 bis 1970 studierte er Malerei, Kunstgeschichte und Grafik an der Accademia di Belle Arti in Florenz. Er ist als freischaffender Künstler in Italien und Deutschland tätig. Er hatte Ausstellungen im In- und Ausland und mehrere Kunstprojekte,z. B.  2000 „Hommage an Piero della Francesca“, 2002 „Das Quadrat in der Kunst“,

## Stil

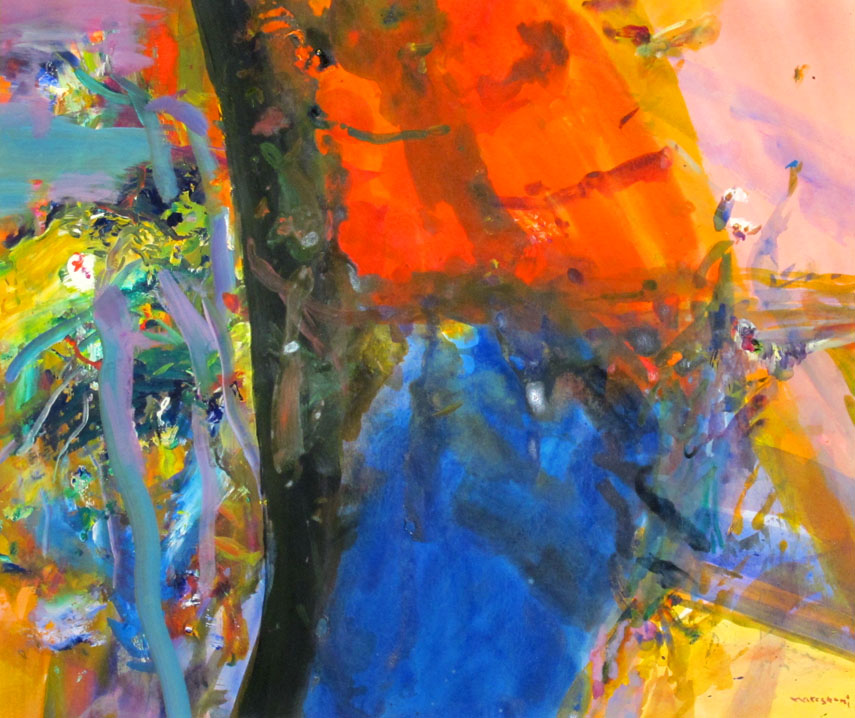
Bild Nr. 7

Marestani kombiniert in seinen farbstarken, dynamischen  Bildern sowohl Elemente figurativer als auch abstrakter Malerei. Er strebt stetig neue Wege an. Seine Bilder sind geprägt von der Philosophie des Humanismus. Licht und Farbe sind wichtige Faktoren in seiner Malerei. Die Verflechtung zwischen Form und Farben bilden in der Komposition seiner Bilder eine Einheit der Harmonie und Schönheit. Er betrachtet das Licht als Quelle allen Lebens, dessen Farben sich in seinen Bildern widerspiegeln.
Gegenwärtig arbeitet er an seinem neuen Projekt „Toleranz und Integration bekommen ein Gesicht“, in dem er zwischen Menschen verschiedener Nationen und Deutschen eine Brücke der Kultur und der Menschlichkeit durch einen vorurteilsfreien Dialog aufbauen möchte.

## Ausstellungen (Auswahl)
- 1971 Galeria Maccolini, Florenz
- 1973 Galeria Martelli, Florenz
- 1976 Galerie Peter, Hamburg
- 1978 Galerie Cordes, New York
- 1981 Bomann-Museum, Celle
- 1990 Retrospektive Bomann-Museum, Celle
- 1994 Al-Sayed-Galerie Damaskus
- 1996 Galerie Vertigo, Celle
- 2004 Amtsrichterhaus, Schwarzenbeck.

## Preise und Auszeichnungen
- 1966, Mino da Fiesole
- 1985, Sickingen-Kunstpreis der Stadt Kaiserslautern.